# Turning Point (2011)
Pour les articles homonymes, voir Turning Point.
L'édition 2011 de Turning Point est une manifestation de catch professionnel télédiffusée et visible uniquement en paiement à la séance. L'événement, produit par la Total Nonstop Action Wrestling, a eu lieu le 13 novembre 2011 au IMPACT! Zone, à Orlando (Floride) aux États-Unis. Il s'agit de la huitième édition de Turning Point. Jeff Hardy est en vedette de l'affiche promotionnelle (officielle).

## Contexte
Les spectacles de la Total Nonstop Action Wrestling en paiement à la séance sont constitués de matchs aux résultats prédéterminés par les scénaristes de la TNA. Ces rencontres sont justifiées par des storylines - une rivalité avec un catcheur, la plupart du temps - ou par des qualifications survenues dans les émissions de la TNAtelles que Impact Wrestling et Xplosion. Tous les catcheurs possèdent un gimmick, c'est-à-dire qu'ils incarnent un personnage face (gentil) ou heel (méchant), qui évolue au fil des rencontres. Un pay-per-view comme Turning Point est donc un évènement tournant pour les différentes storylines en cours.

## Tableau des matchs
| #                                                                | Match | Stipulation                                                                      | Durée |
| ---------------------------------------------------------------- | --- | -------------------------------------------------------------------------------- | ----- |
| 1                                                                | Robbie E bat Eric Young (c)                                                                                | Match Simple pour le Championnat de la télévision de la TNA.                     | 7:50  |
| 2                                                                | Mexican America (Anarquia, Hernandez et Sarita) (c) battent Ink Inc. (Jesse Neal, Shannon Moore et Toxxin) | 6-Person Mixed Tag Team Match pour le Championnat du monde par équipe de la TNA. | 8:28  |
| 3                                                                | Austin Aries (c) bat Jesse Sorensen et Kid Cash                                                            | Match Triple Menace pour le Championnat de la Division X de la TNA.              | 12:54 |
| 4                                                                | Rob Van Dam bat Christopher Daniels                                                                        | No Disqualification match                                                        | 11:17 |
| 5                                                                | Crimson et Matt Morgan font Double DQ                                                                      | Match Simple                                                                     | 12:06 |
| 6                                                                | Mr. Anderson et Abyss battent Bully Ray et Scott Steiner                                                   | Tag Team Match                                                                   | 12:35 |
| 7                                                                | Gail Kim bat Velvet Sky (c)                                                                                | Match Simple pour le Championnat féminin des Knockouts de la TNA.                | 5:52  |
| 8                                                                | Jeff Hardy bat Jeff Jarrett                                                                                | Match Simple                                                                     | 6:00  |
| 9                                                                | Robby Roode (c) bat A.J. Styles                                                                            | Match Simple pour le Championnat de Monde poids-lourd de la TNA                  | 19:33 |
| (c) désigne le(s) champion(s) défendant son titre dans le match. | |                                                                                  |       |